# باول جاكوب الكسندر
باول جاكوب الكسندر (بالإنجليزية: Paul Jacob Alexander)‏ هو سياسي أمريكي، ولد في 11 مارس 1904 في سياتل في الولايات المتحدة، وتوفي في 5 مايو 1969. حزبياً، نشط في الحزب الجمهوري.